# NADPHオキシダーゼ

NADP+

NADPHオキシダーゼは膜結合酵素複合体であり、NAD(P)Hオキシダーゼの一種である。細胞膜や食胞膜上で見られる。

## サブユニット
6個のサブユニットから構成される。
- RhoファミリーGタンパク質(GTPアーゼ)；Rac1またはRac2、RacはRas-related C3ボツリヌストキシン基質を意味する。
- 5個の"phox"ユニット ；Phoxはphagocytic oxidaseを意味する。
  - gp91-PHOX(Nox2)；ヘムを含む。
  - p22phox
  - p40phox
  - p47phox
  - p67phox

## 機能

超酸化物イオンのルイス構造式。

通常、この複合体は好中球に潜在し、呼吸バースト時に組み立てられ活性化される。
これはNADPH由来の電子を細胞膜を越えて輸送し、分子状酸素と反応させることで、フリーラジカルである超酸化物イオンを生産する。超酸化物イオンは細胞外に放出するだけでなく、取り込まれた細菌や真菌を含む食胞内にも放出される。食胞内では、超酸化物イオンは自発的に過酸化水素となり、最終的に活性酸素(ROS)を発生する。これらの物質の働きで病原体が殺菌される。

## 病理
NADPHオキシダーゼは動脈硬化症の主な原因である。動脈硬化は、コレステロールを蓄えたマクロファージ(泡沫細胞)が血管内膜に集積することで起こる。NADPHオキシダーゼは活性酸素を生産し、アクチンを重合させることでマクロファージを血管壁に接着する。これはNADPHオキシダーゼ阻害剤や抗酸化物質で相殺される。In vitro研究では、NADPHオキシダーゼ阻害剤と抗酸化物質(N-アセチルシステイン、レスベラトロール等)を共に用いることで、アクチンの脱重合が促され泡沫細胞が内膜から剥がれやすくなることが示された。
NADPHオキシダーゼサブユニット遺伝子の変異は、様々な慢性肉芽腫症(Chronic granulomatous disease CGD)を引き起こす。
- X連鎖慢性肉芽腫症 (X-CGD)
- autosomal recessive cytochrome b-negative CGD
- autosomal recessive cytochrome b-positive CGD type I
- autosomal recessive cytochrome b-positive CGD type II.

これらの疾患では細胞の貪食能が低下し、慢性的細菌感染が起こる。また、Rac2サブユニットの変異によってヒト好中球免疫不全症候群が起こる。
ある研究では、ケタミンに誘発される、神経細胞でのパルブアルブミンとGAD67の消失にNADPHオキシダーゼが関わることが示唆された。同じようなことが統合失調症患者でも見られるため、この疾患にもNADPHオキシダーゼが関わっている可能性がある。ホルマザン色素であるニトロブルーテトラゾリウムは慢性肉芽腫症の診断に用いられ、青色が強いほど細胞の活性酸素生産能が高いことになる。

## 反応式
NADPH + 2O2  ↔ NADP+ + 2O2･- + H+

## 阻害
NADPHオキシダーゼはアポシニンやDPI(diphenylene iodonium)で阻害される。アポシニンはNADPHオキシダーゼサブユニットの集合を妨げる。マウスのin vivo研究により、アポシニンによるNADPHオキシダーゼの阻害は、インフルエンザ性肺炎を軽減することが示された。